# Södra bron
Södra bron (lettiska: Dienvidu tilts) är en vägbro över Daugava i Riga i Lettland. Bron byggdes 2004–2008. 

## Bildgalleri

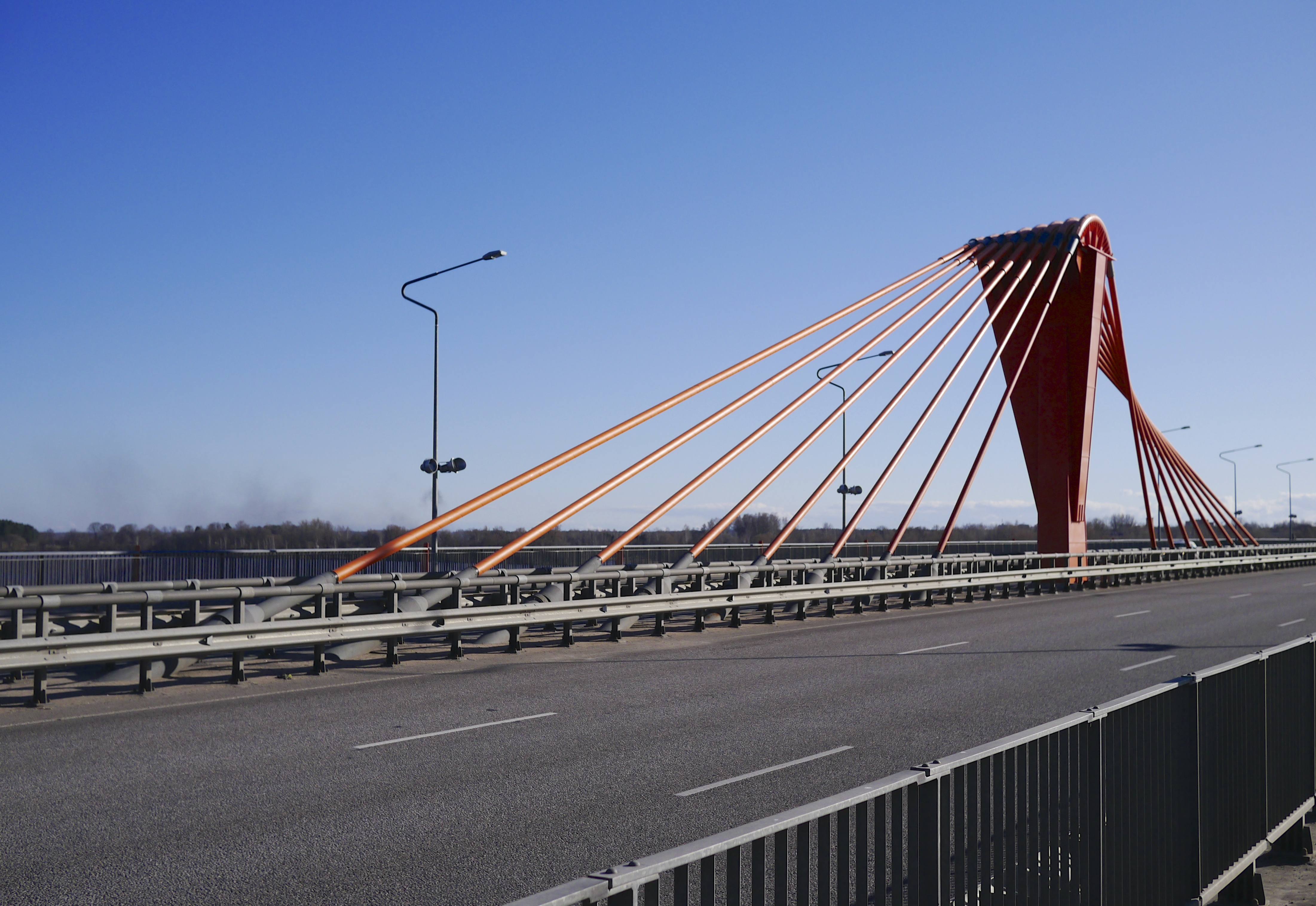
Brons däck med kablar